# Damernas hopp i gymnastik vid olympiska sommarspelen 1992
Damernas hopp i gymnastik vid olympiska sommarspelen 1992 avgjordes den 26 juli-1 augusti i Palau d'Esports de Barcelona.

## Medaljörer
| Gren          | Guld                        | Silver       | Brons               |
| Damernas hopp | Lavinia Miloşovici Rumänien | Ingen utsedd | Tatiana Lysenko OSS |
| Damernas hopp | Henrietta Ónodi Ungern      | Ingen utsedd | Tatiana Lysenko OSS |

## Resultat

### Kval
| Placering | Gymnast                   | Poäng  |
| --------- | ------------------------- | ------ |
| 1         | Shannon Miller (USA)      | 19.875 |
| 2         | Henrietta Ónodi (HUN)     | 19.862 |
| 3         | Kim Zmeskal (USA)         | 19.850 |
| 4         | Lavinia Miloşovici (ROM)  | 19.837 |
| 5         | Tatiana Lysenko (EUN)     | 19.824 |
| 7         | Gina Gogean (ROM)         | 19.812 |
| 8         | Svetlana Boginskaja (EUN) | 19.800 |
| 12        | Eva Rueda (ESP)           | 19.774 |

### Final
| Placering | Gymnast                   | Poäng |
| --------- | ------------------------- | ----- |
|           | Henrietta Ónodi (HUN)     | 9.925 |
|           | Lavinia Miloşovici (ROM)  | 9.925 |
|           | Tatiana Lysenko (EUN)     | 9.912 |
| 4         | Svetlana Boginskaja (EUN) | 9.899 |
| 5         | Gina Gogean (ROM)         | 9.893 |
| 6         | Shannon Miller (USA)      | 9.837 |
| 7         | Eva Rueda (ESP)           | 9.787 |
| 8         | Kim Zmeskal (USA)         | 9.593 |